# The Tomb of Dracula
The Tomb of Dracula és una sèrie de còmics de terror estatunidenca publicada per Marvel Comics des d'abril de 1972 fins a agost de 1979. La sèrie de 70 números va comptar amb un grup de caçadors de vampirs que lluitaven contra el Comte Dràcula i altres amenaces sobrenaturals. En rares ocasions, Dràcula treballava amb aquests caçadors de vampirs contra una amenaça comuna o lluitava amb altres amenaces sobrenaturals pel seu compte, però la majoria de vegades, era l'antagonista més que el protagonista. A més de les seves batalles sobrenaturals en aquesta sèrie, el Dràcula de Marvel va servir com a superdolent per a altres personatges de l'Univers Marvel, lluitant contra Blade the Vampire Slayer, Spider-Man, Werewolf by Night, els X-Men, Howard the Duck, etc. i el personatge amb llicència de Robert E. Howard Solomon Kane.

## Història de la publicació

### Sèrie original
L'any 1971, el Comics Code Authority va relaxar algunes de les seves regles de llarga durada sobre els còmics de terror, com ara la prohibició virtual dels vampirs. Marvel ja havia provat les aigües amb un personatge "quasi-vampíric", Morbius, the Living Vampire, però la companyia ara estava preparada per llançar un títol de vampir habitual com a part de la seva nova línia de còmics de terror. Després d'alguna discussió, es va decidir utilitzar el personatge de Dràcula, en gran part perquè era el vampir més famós per al públic en general, i també perquè la creació de Bram Stoker i els personatges secundaris eren en aquell moment de domini públic als Estats Units.
La sèrie va patir la falta de direcció durant el seu primer any; el més significatiu és que cadascun dels tres primers números va ser dibuixat per un escriptor diferent. Tot i que Gerry Conway s'acredita com l'únic escriptor del número 1, la trama va ser en realitat escrita per Roy Thomas i l'editor Stan Lee, i Conway no va tenir cap intervenció sobre el número fins que ja havia estat completament dibuixat. A Conway se li va permetre escriure el número 2 per ell mateix i va fer-ho amb una història molt influenciada per la britànica Hammer Films, una desviació sorprenent del primer número, que era un derivat de les pel·lícules de monstres d'Universal. Conway va abandonar la sèrie a causa d'una sobreabundància de tasques d'escriptura, i va ser substituït per Archie Goodwin amb el número 3. Goodwin va renunciar després de només dos números, però també va fer canvis importants a la direcció de la sèrie, inclosa la introducció dels membres del repartiment Rachel Van Helsing i Taj Nital. El nou escriptor Gardner Fox va portar la sèrie en una altra direcció i va introduir un romanç entre Frank Drake i Rachel Van Helsing, que continuaria sent una subtrama per a la resta de la sèrie. Tanmateix, Thomas (que en aquell moment havia succeït a Lee com a editor de The Tomb of Dracula) va considerar que la presa de contacte de Fox no va funcionar i el va treure del llibre després de només dos números.
El títol va guanyar estabilitat i va aconseguir el seu ritme quan Marv Wolfman es va convertir en el seu guionista guionista en el setè número, tot i que el mateix Wolfman ha afirmat que estava vacil·lant en la sèrie fins a l'arc de la història als números 12-14, remarcant: "Aquesta història és quan finalment vaig descobrir de què tractava aquest còmic". Tota la tirada de The Tomb of Dracula va ser dibuixada per Gene Colan, amb Tom Palmer entintant tots menys els números 1, 2 i 8-11. Gil Kane va dibuixar moltes de les portades durant els primers anys, com ho va fer per a molts altres títols de Marvel. Colan va basar l'aparença visual de Dràcula de Marvel no en Bela Lugosi, Christopher Lee o qualsevol altre actor que hagués interpretat el vampir al cinema, sinó més aviat en l'actor Jack Palance. Palance interpretaria a Dràcula en una producció televisiva de la novel·la de Stoker l'any després del debut de The Tomb of Dracula .
Colan, ja un dels artistes més consolidats i destacats de Marvel, va dir que havia fet pressió per obtenir l'encàrrec:
| « | (anglès) When I heard Marvel was putting out a Dracula book, I confronted [editor] Stan [Lee] about it and asked him to let me do it. He didn't give me too much trouble but, as it turned out, he took that promise away, saying he had promised it to Bill Everett. Well, right then and there I auditioned for it. Stan didn't know what I was up to, but I spent a day at home and worked up a sample, using Jack Palance as my inspiration and sent it to Stan. I got a call that very day: "It's yours." | (català) Quan vaig sentir que Marvel publicava un còmic de Dràcula, em vaig enfrontar a [l'editor] Stan [Lee] i li vaig demanar que em deixés fer-ho. No em va donar massa problemes però, com va resultar, va retirar aquella promesa, dient que l'havia promès a Bill Everett. Bé, en aquell moment vaig fer una prova. Stan no sabia què estava fent, però vaig passar un dia a casa i vaig elaborar una mostra, utilitzant Jack Palance com a inspiració i la vaig enviar a Stan. Vaig rebre una trucada aquell mateix dia: "És teu". | » |

Wolfman i Colan van desenvolupar un vincle mentre treballaven en la sèrie, en la qual van col·laborar estretament. Colan va recordar: "Em donava un argument escrit, però també ho discutia amb mi per telèfon. Tendia a fer preguntes, en lloc d'assumir que tenia la idea."
Dràcula es va trobar amb el Werewolf by Night en una història creuada que va començar a The Tomb of Dracula nº 18 (març de 1974) i va continuar el mateix mes a Werewolf by Night nº 15 amb els dos capítols escrits per Wolfman. Una breu trobada entre Dràcula i Spider-Man es va produir al primer número de Giant-Size Spider-Man. The Tomb of Dracula nº 44 presentava una història encreuada amb Doctor Strange nº 14, una altra sèrie que estava dibuixant Colan en aquell moment. The Tomb of Dracula va tenir 70 números fins a l'agost de 1979. L'historiador de còmics Les Daniels va assenyalar que "Amb una sèrie ininterrompuda de setanta números al llarg de més de set anys, The Tomb of Dracula de Marvel va ser la sèrie de còmics més reeixida amb un malvat com a personatge principal". A mesura que s'aproximava la cancel·lació, Wolfman va fer per tancar la història i els fils persistents amb el número 72. Però Jim Shooter, aleshores l'editor en cap, va retallar dos números retroactivament després que l'obra s'hagués completat per a tres. Com va recordar Wolfman,
| « | (anglès) I think I realized we were doing a finite story and to continue that storyline would have pushed it into repetition. ... I wrote the final three issues and they were drawn. Jim was someone that when he liked you there was nothing he wouldn't do for you, and when he didn't, there was nothing he would do. He and I had butted heads often since I had been editor-in-chief before him ... and I was also the editor of TOD, which rankled him as I didn't have to listen to his ideas. Anyway, I said the stories were done and I needed the room. He gave me a double-sized last issue, I really needed a triple-sized book. I was stuck and had to find a way to cut 14 pages from the printed book. Thank God I hadn't dialogued them all yet, so I cut [up] pages, rearranged stuff then dialogued it so it read smoothly.' | (català) Crec que em vaig adonar que estàvem fent una història finita i continuar aquesta història l'hauria empès a la repetició. ... Vaig escriure els tres números finals i van ser dibuixats. Jim era algú que quan li agradaves no hi havia res que no faria per tu, i quan no li agradaves, no hi havia res que faria. Ell i jo havíem xocat el cap sovint des que jo havia estat director en cap abans que ell... i també era l'editor de TOD, cosa que el va molestar perquè no havia d'escoltar les seves idees. De totes maneres, vaig dir que les històries estaven acabades i que necessitava l'espai. Em va regalar un últim número de doble mida, realment necessitava un còmic de mida triple. Em vaig quedar atrapat i vaig haver de trobar la manera de retallar 14 pàgines del llibre imprès. Gràcies a Déu que encara no els havia dialogat tots, així que vaig tallar pàgines, vaig reordenar les coses i després les vaig dialogar perquè es llegís sense problemes. | » |

Dotze d'aquestes pàgines, que Wolfman havia guardat com a fotocòpies, van aparèixer a la col·lecció de reimpressió de tapa dura The Tomb of Dracula Omnibus Vol. 2. La sèrie va culminar amb la mort de Quincy Harker i l'aparent mort i dispersió de Dràcula.
El 2010, Comics Bulletin va classificar la carrera de Wolfman, Colan i Palmer a The Tomb of Dracula en cinquè lloc a la seva llista dels "10 millors Marvels dels anys 70".

### Dracula Lives!
Una revista en blanc i negre, Dracula Lives! es va publicar des de 1973 fins a 1975 per "Marvel Monster Group". Dracula Lives! va publicar 13 números més un número Super Annual de reimpressió. Funcionant simultàniament amb Tomb of Dracula, les continuïtats dels dos títols de tant en tant es superposaven, amb històries teixint-se entre les dues. La majoria de les vegades les històries de Dracula Lives! eren contes autònoms, inclosa una adaptació serialitzada de la novel·la original de Bram Stoker, en entregues de 10 a 12 pàgines escrites per Roy Thomas i dibuixades per Dick Giordano.

### Giant-Size Dracula
The Tomb of Dracula es va complementar amb un còmic trimestral de mida gegant que va tenir cinc números a mitjans dels anys setanta. La primera història de l'artista John Byrne per a Marvel Comics, "Dark Asylum", es va publicar a Giant-Size Dracula nº 5 (juny de 1975).

### Revista en blanc i negre
El títol en color The Tomb of Dracula va ser succeït per una altra revista en blanc i negre, també anomenada The Tomb of Dracula, amb històries també dibuixades per Gene Colan que van reprendre on acabava el títol en color. Va durar sis números de 1979 a 1980.

### Aparicions posteriors de Dràcula
Diversos anys més tard, Dràcula es va trobar amb els X-Men dues vegades. Encara que Dràcula (i tots els altres vampirs de l'Univers Marvel) van ser finalment destruïts per la mística fórmula Montesi a les pàgines de Doctor Strange nº 62 (desembre de 1983), el senyor dels vampirs va ser ressuscitat. Marvel va publicar una minisèrie de quatre números Tomb of Dracula, reunint Wolfman i Colan, sota la seva empremta Epic Comics el 1991, i va reviure Dràcula i els seus enemics a les sèries de curta durada Nightstalkers i Blade als anys noranta. Alguns fils argumentals no resolts de The Tomb of Dracula es van abordar als tres últims números de Nightstalkers. Aquests inclouen els destins de la núvia de Dràcula, Domini, el seu fill Janus i el caçador de vampirs Taj Nital. Dràcula va prendre el paper principal a la minisèrie Dracula: Lord of the Undead.
Van seguir dues minisèries més de quatre números. Stoker's Dracula va continuar i va concloure l'adaptació de la novel·la original de Bram Stoker Dràcula de l'escriptor Roy Thomas i l'artista Dick Giordano, que havia començat a Dracula Lives 30 anys abans. Va seguir una altra minisèrie de Tomb of Dracula amb Blade unint-se a un nou equip de caçadors de vampirs per evitar que Dràcula assoleixi la divinitat. Apocalypse vs. Dracula presentava Dràcula lluitant contra Apocalypse, un enemic immortal de l'equip de superherois X-Men, al Londres victorià.

## Personatges principals
- Dràcula
- Quincy Harker, el fill de Jonathan i Mina i líder discapacitat dels caçadors de vampirs; va morir en una batalla amb Dràcula.
- Rachel van Helsing,[24] la néta d'Abraham Van Helsing i líder dels caçadors de vampirs a la mort de Harker; Dràcula la va convertir en vampir i, posteriorment, Wolverine dels X-Men la va matar per pietat.
- Blade the Vampire Slayer,[25] el fill d'una dona mossegada per un vampir durant el part i un estimable, però reticent aliat de la banda de caçadors de vampirs de Quincy Harker. Blade posseeix habilitats quasi vampiriques, inclosa una vida útil molt prolongada i la capacitat de detectar criatures sobrenaturals, així com una immunitat al vampirisme complet.
- Frank Drake, l'últim descendent mortal viu de Dràcula i membre fundador dels caçadors de vampirs de Quincy Harker. La línia de sang d'en Drake es basa en un dels matrimonis de Dràcula anteriors al seu vampirisme.
- Hannibal King, un caçador de vampirs i investigador privat que ell mateix és un vampir reticent, soci freqüent de Blade i Drake. Subsistia únicament de la sang que adquiria dels bancs de sang o dels cadàvers que trobava i mai havia pres sang directament d'un ésser humà, per la qual cosa va poder sobreviure a la fórmula de Montesi i va ser restaurat a la forma humana normal.
- Taj Nital, un mut caçador de vampirs musulmà indi d'una força considerable (suficient per restringir temporalment a Dràcula) el fill del qual, Adri, va ser vampiritzat. Més tard es va transformar en vampir i va ser destruït a Nightstalkers nº 18.
- Safron Caulder, una corista de Londres i xicota recurrent de Blade. De vegades es trobava com una típica damisela en dificultats, però Blade sempre la rescatava malgrat un cas en què gairebé el van enganyar perquè l'estaquès.
- Lilith, la filla de Dràcula,[16] un vampiresa immortal que va ser maleïda perquè no morís mai fins que el seu pare fos destruït permanentment; quan va ser assassinada, va renéixer al cos d'una dona innocent que volia la mort del seu pare.
- Deacon Frost, el vampir responsable de la mort de la mare de Blade i del vampirisme d'Hannibal King. Va ser un aspirant advengut al títol de Lord of the Vampires, un títol que tenia Dràcula en aquell moment.
- Harold H. Harold, un escriptor de lloguer que es va fer amic dels caçadors de vampirs en un esforç per aconseguir material per a un llibre que estava escrivint. Va ser víctima de Dràcula i es va convertir en un vampir (a la revista Howard the Duck número 5), tot i que això no li va impedir convertir-se en un productor de cinema d'èxit de Hollywood. Com tots els vampirs, va morir com a resultat de la Fórmula Montesi.
- Anton Lupeski, un sacerdot satànic a través del qual Dràcula va manipular el seu culte satànic mentre es feia passar per Satanàs.
- Domini, membre del culte d'Anton Lupeski a qui Dràcula va triar com a núvia.
- Janus, el fill de Dràcula i Domini, que estava posseït per un ésser anomenat Golden Angel (Àngel daurat). Va ser retornat a la seva forma de nen i als cinc anys va ser segrestat pel vampir Varnae (a la història posterior de Nightstalkers nº 16–18).
- Varnae, el primer vampir (i, en un moment donat, un enemic de Conan el Bàrbar). Va ser el Senyor dels Vampirs abans de Dràcula. Tot i que va morir en el procés de fer de Dràcula el seu hereu, més tard va ser ressuscitat. Es va inspirar en el personatge del segle xix Varney el vampir.
- Nimrod, un altre Senyor dels Vampirs anterior a Dràcula, que el va matar a la primera aparició de Nimrod (Dracula Lives! nº 3). Quan l'origen de Dràcula va ser revisat a Bizarre Adventures nº 33, Nimrod ja no era el veritable Senyor dels Vampirs; en canvi, era un servent desequilibrat mentalment de Varnae i havia estat empoderat pel seu amo com a prova de la dignitat de Dràcula per convertir-se en l'hereu de Varnae.
- Mina Harker és la mare de Quincy i la núvia de Dràcula. Va morir en una gran batalla, però el seu marit Dràcula la va convertir en vampiresa. Ella actua com una humana més que com vampiresa. És la reina de Romania.

## Edicions recopilatòries
- Essencial Tomb of Dracula
  - El volum 1 recull Tomb of Dracula nº 1–25, Werewolf By Night nº 15, Giant-Size Chillers featuring The Curse of Dracula nº 1, 560 pàgines, 2004, Panini, ISBN 1-904159-62-1, Marvel, ISBN 978-0785109204
  - El volum 2 recull Tomb of Dracula nº 26–49, Dr. Strange nº 14, Giant-Size Dracula nº 2–5,[16] 592 pàgines, abril de 2004, Panini, ISBN 1-905239-05-X, Marvel, ISBN 978-0785114611
  - El volum 3 recull Tomb of Dracula #50–70, The Tomb of Dracula magazine nº 1–4, 584 pàgines, 2004, Panini, ISBN 1-905239-06-8, Marvel, ISBN 978-0785115588
  - El volum 4 recull les revistes Tomb of Dracula nº 2, 4–6, Dracula Lives! nº 1–13, Frankenstein Monster nº 7–9, 576 pàgines, abril de 2005, Panini, ISBN 1-905239-20-3, Marvel, ISBN 978-0785117094

Part de la nuesa es va eliminar del quart volum. L'editor Dan Buckley va explicar: "Això no va ser perquè anàvem a llibreries o perquè anàvem exclusivament a botigues d'aficionats. Probablement va tenir més a veure amb el lloc on estàvem des del punt de vista de les valoracions i els editors van considerar que era el més adequat, tenint en compte com comuniquem el que passa als nostres llibres des del punt de vista de l'embalatge. ...En general, evitem la nuesa, tret que sigui un títol MAX. No volem agafar un volum Essential i començar a anomenar-lo MAX; llavors entres en problemes de marca." Les opinions dels minoristes sobre el tema estaven dividides.
- Tomb of Dracula Omnibus
  - El volum 1 recull The Tomb of Dracula nº 1–31, Werewolf by Night nº 15, Giant-Size Chillers featuring The Curse of Dracula nº 1 i Giant-Size Dracula nº 2–4, 784 pàgines, novembre de 2008,ISBN 978-0785127789
  - El volum 2 recull The Tomb of Dracula nº 32–70, Giant-Size Dracula nº 5 i Dr. Strange nº 14, 816 pàgines, desembre de 2009,ISBN 978-0785135760
  - El volum 3 recull les revistes Tomb of Dracula nº 1–6, Frankenstein Monster nº 7–9 i Dracula Lives! nº 1–13, 944 pàgines, gener de 2011,ISBN 978-0785135784
- The Tomb of Dracula en rústica de color
  - El volum 1 recull Tomb of Dracula nº 1–12, 264 pàgines, juliol de 2010,ISBN 978-0785143864
  - El volum 2 recull Tomb of Dracula nº 13–23, Werewolf by Night nº 15, Giant-Size Chillers featuring The Curse of Dracula nº 1, 272 pàgines, octubre de 2010,ISBN 978-0785149224
  - El volum 3 recull Tomb of Dracula nº 24–31, Giant-Size Dracula nº 2–4, 248 pàgines, gener de 2011,ISBN 978-0785149835
- The Tom of Dracula - The Complete Collection
  - El volum 1 recull The Tomb of Dracula nº 1–15 i Dracula Lives nº 1–4, 512 pàgines, octubre de 2017,ISBN 978-1-302-90931-4
  - El volum 2 recull The Tomb of Dracula nº 16–24, Werewolf By Night nº 15, Giant-Size Spider-Man nº 1, Giant-Size Chillers nº 1, Giant-Size Dracula nº 2, Frankenstein nº 7-9 i Dracula Lives nº 5–7, 497 pàgines, octubre de 2018,ISBN 978-1-302-91396-0
  - El volum 3 recull The Tomb of Dracula nº 25–35, Giant-Size Dracula nº 3-4 i Dracula Lives nº 8-12, 496 pàgines, octubre de 2019,ISBN 978-1-302-92036-4
  - El volum 4 recull The Tomb of Dracula nº 36–54, Dr. Strange nº 14, Dracula Lives nº 12–13 i material de Legion of Monsters nº 1, 488 pàgines, setembre de 2020,ISBN 978-1-302-92404-1
  - El volum 5 recull Tomb of Dracula nº 55—70, Stoker's Dracula nº 2-4, i material de Marvel Preview nº 12 i Savage Sword of Conan nº 26

- Tom of Dracula Masterworks Vol 1
- Marvel Masterworks - Tomb of Dracula Vol. 1 (Marvel Masterworks: The Tomb of Dracula) Tapa dura – 26 octubre 2021
El volum 1 recull Tomb of Dracula (1972) 1-11; material de Dracula Lives (1973) 1-2, 320 pàgines, 2021, Marvel,ISBN 978-1302929473

## En altres mitjans

### Pel·lícula de televisió
El 1980 es va estrenar una pel·lícula d'anime per a televisió basada en The Tomb of Dracula. Es titulava Dracula: Sovereign of the Damned (闇の帝王 吸血鬼ドラキュラ, Yami no Teiō: Kyūketsuki Dorakyura, lit. L'Emperador de les Tenebres: el vampir Dràcula). Gran part de la trama principal es va condensar i es van truncar o ometre molts personatges i subtrames. La pel·lícula va ser animada al Japó per Toei i escassament estrenada a la televisió per cable a Amèrica del Nord el 1983 per Harmony Gold doblada a l'anglès sota el títol Dracula: Sovereign of the Damned.
Repartiment de veu
| Personatge         | Actor de veu japonès | Actor de doblatge anglès |
| ------------------ | -------------------- | ------------------------ |
| Dràcula            | Kenji Utsumi         | Tom Wyner                |
| Domini             | Hiroko Suzuki        | Arlene Banas             |
| Janus              | Kazuyuki Sogabe      |                          |
| Quincy Harker      | Yasuo Hisamatsu      |                          |
| Rachel van Helsing | Mami Koyama          | Melanie MacQueen         |
| Frank Drake        | Keiichi Noda         | Dan Woren                |
| Satan              | Hidekatsu Shibata    | Richard Epcar            |
| Lilith             | Reiko Katsura        | Edie Mirman              |
| Anton Lupeski      | Junpei Takiguchi     |                          |
| Torgo              | Yasuo Tanaka         | Robert V. Barron         |
| Saint              | White God            |                          |
| Narrador           | Ryō Ishihara         | Robert V. Barron         |

### Pel·lícules de cinema
Blade, un personatge presentat a The Tomb of Dracula, ha aparegut en una sèrie de tres pel·lícules: Blade (1998), Blade II (2002) i Blade: Trinity (2004), així com una sèrie de televisió de curta durada titulada Blade: The Series (2006). Altres personatges de The Tomb of Dracula, Deacon Frost i Hannibal King, han aparegut en aquestes pel·lícules (Frost a Blade, King a Blade: Trinity), encara que en formes molt revisades. La referència a la sèrie Tomb of Dracula es fa a Blade: Trinity quan King mostra un número del còmic a Blade.
El mateix Dràcula no apareix a la sèrie fins a Blade: Trinity, en la qual rep el nom de "Drake" i presenta un origen i poders diferents dels còmics. És interpretat a la pel·lícula per Dominic Purcell. Donada l'edat i l'origen de Drake, ell, més que qualsevol altre vampir que el va seguir, pot aprofitar un ventall d'habilitats molt més gran i dinàmic. Posseeix una força sobrehumana, molt més gran que la de Blade, així com una velocitat increïble. Com els que va engendrar, és capaç de saltar grans distàncies i sembla que coneix les tècniques de lluita amb espases, fins i tot rivalitzant amb el mateix Blade. El veritable poder de Drake es deriva del seu origen com el primer de la seva espècie. La manipulació de les energies que va portar a la seva primera resurrecció va deixar en Drake amb dues formes: un alter ego humà i un alter ego demoníac. En aquesta forma, en Drake és molt més fort, resistent a totes les formes de dany i molt més alt que en la seva forma humana. Posseeix sentits molt aguts, que li permeten, per exemple, agafar una fletxa a l'aire.

## The Curse of Dracula
Marv Wolfman i Gene Colan van tornar als còmics de Dràcula amb The Curse of Dracula, una minisèrie de tres números publicada el 1998 per Dark Horse Comics, per la qual cosa no estava associada oficialment amb la sèrie Dràcula de Marvel. El 2005 es va publicar una col·lecció de butxaca comercial.